# Francesco Paleari
Francesco Paleari, F.S.G.C. (22. října 1863, Pogliano Milanese – 7. května 1939, Turín) byl italský římskokatolický kněz, řeholník kongregace Bratří svatého Giuseppa Benedetta Cottolenga. Katolická církev jej uctívá jako blahoslaveného.

## Život
Narodil se dne 22. října 1863 v obci Pogliano Milanese jako poslední z osmi dětí Angelu Pelearovi a Serafině Oldani.
Následoval příkladu sv. Giuseppa Benedetta Cottolenga a na semináři v jím založeném Malém domě Božské Prozřetelnosti v Turíně zahájil studium a přípravu na kněžství. Dne 18. září 1886 přijal ve svých 23 letech kněžské svěcení, kdy mu musel být udělen papežský dispens kvůli nízkému věku. Světitelem byl turínský arcibiskup a kardinál Gaetano Alimonda. Stal se řeholníkem kongregace Bratří svatého Giuseppa Benedetta Cottolenga.
Během svého působení se soustředil na práci s dětmi, byl oblíbeným zpovědníkem a především kazatelem. Pro jeho schopnosti byl pověřen vedením duchovních cvičení.
Zemřel ve spánku dne 7. května 1939 v Turíně. Jeho pohřbu se účastnily stovky lidí.

## Úcta
Jeho beatifikační proces započal dne 11. června 1947, čímž obdržel titul služebník Boží. Dne 6. dubna 1998 jej papež sv. Jan Pavel II. podepsáním dekretu o jeho hrdinských ctnostech prohlásil za ctihodného. Dne 10. prosince 2010 byl uznán zázrak na jeho přímluvu, potřebný pro jeho blahořečení.
Blahořečen pak byl dne 17. září 2011 v kostele Malého domu Božské Prozřetelnosti v Turíně. Obřadu předsedal jménem papeže Benedikta XVI. kardinál Angelo Amato.
Jeho památka je připomínána 7. května. Bývá zobrazován v kněžském oděvu.